# Pododdělení
Pododdělení (Subdivisio) je taxonomická kategorie mezi oddělením a třídou (nebo supertřídou) používaná v botanice a mykologii. V zoologické systematice rostlin je obdobným termínem podkmen. Vědecká (latinská) jména pododdělení mají koncovku -phytina v případě řas a rostlin, respektive -mycotina v případě hub. Příkladem jsou pododdělení hub vřeckovýtrusných (Ascomycota), například Pezizomycotina.